# カイザー・ヴィルヘルム学術振興協会
カイザー・ヴィルヘルム学術振興協会（ドイツ語: Kaiser-Wilhelm-Gesellschaft zur Förderung der Wissenschaften）は、1911年にドイツ帝国で設立されたドイツの研究機関で、その機能はマックス・プランク協会に引き継がれた。カイザー・ヴィルヘルム協会とも。カイザー・ヴィルヘルム協会はその権限の下で造られた多くの研究所、試験所、および研究ユニットの統括組織だった。

## 組織

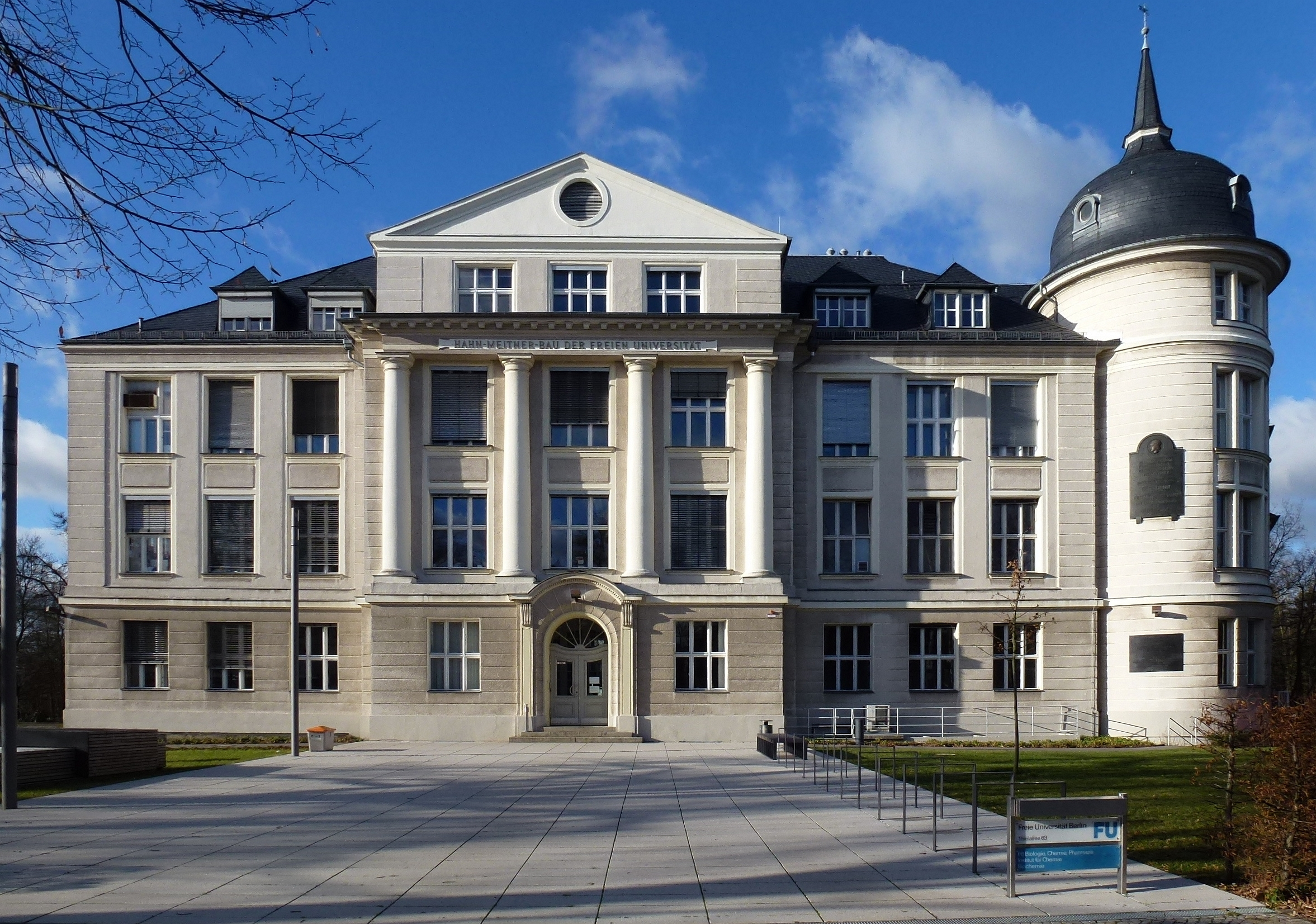
ベルリンの元カイザー・ヴィルヘルム化学研究所、ここでは核分裂反応が検出された

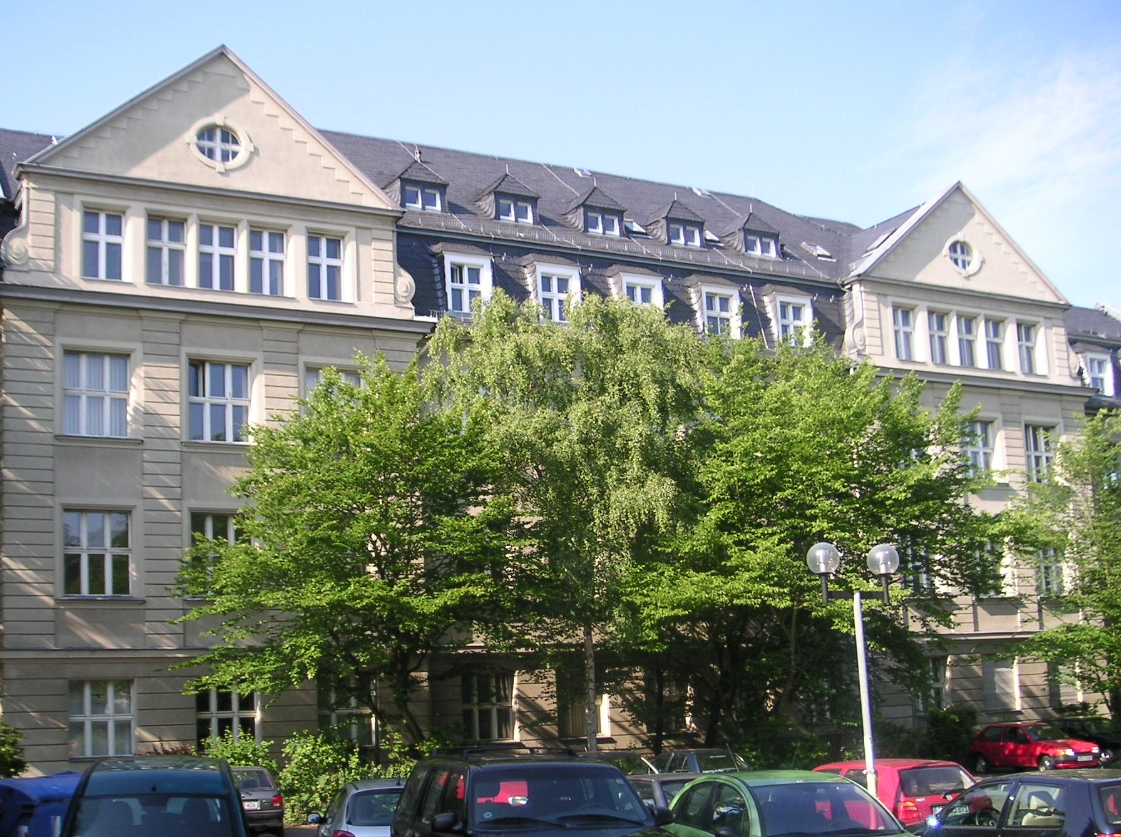
ベルリンの元カイザー・ヴィルヘルム生物学研究所

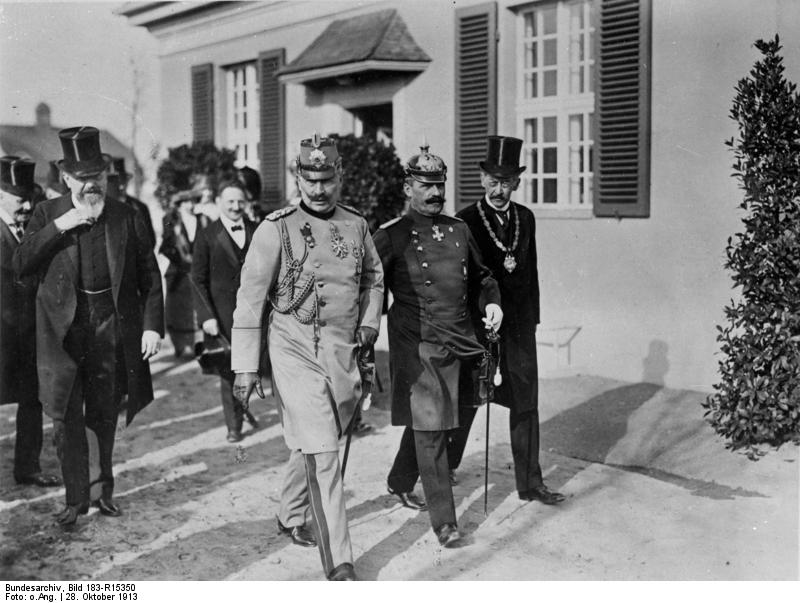
1913年、ダーレム (ベルリン)のカイザー・ヴィルヘルム研究所にて。右から：アドルフ・フォン・ハルナック、フリードリッヒ・フォン・イルベルク、ヴィルヘルム2世、カール・ノイベルグ、アウグスト・フォン・トロット・ツー・ゾルツ

カイザー・ヴィルヘルム協会(KWG)は、国およびその行政から正式に独立して研究機関を設立および管理することによって、ドイツの自然科学を振興するために1911年に設立された。研究所はヴァルター・ボーテ、ピーター・デバイ、アルベルト・アインシュタイン、フリッツ・ハーバー、オットー・ハーンなどの著名な研究者を含む会長や理事会の指揮下にあった。基金は最終的にドイツ内外の資金源から得られた。内部的には、en:Notgemeinschaft der Deutschen Wissenschaftのみならず、個人、産業界、政府から資金を工面した。ドイツ外部では、ロックフェラー財団が世界中の学生にどの機関を選ぶかに関わらず、1年分の学費を助成し、一部の学生はドイツで学んだ。ドイツの大学とは対照的に正式に国の管理から独立しているため、KWGの研究所は学生を教える義務はなかった。
カイザー・ヴィルヘルム研究所(KWI)とその研究設備は第一次世界大戦と第二次世界大戦の両方で、武器の研究、実験、生産に関与した。第一次世界大戦の間、特にフリッツ・ハーバーのグループは、毒ガスを兵器として導入する責任を負っていた。これは確立された国際法に明らかに違反するものだった。第二次世界大戦の間、KWIによって行われた武器と医学に関する研究のいくつかは、強制収容所の生きている被験者に対する致命的な実験に関連していた。実際、KWIの人類学部のメンバー、特にオトマー・フライヘル・フォン・フェアシューアーはアウシュビッツから研究と展示のために保存されたユダヤ人の遺体を受け取った。これらはヨーゼフ・メンゲレ博士によって提供された。アメリカ軍が移転されたKWIを包囲した時、有力な実業家で初期のナチ党の後援者でもあった会長のアルベルト・フォーグラーは、グループの人道に対する罪と戦争犯罪の共謀に対する責任を負わされると悟り自殺した。

## 戦後
第二次世界大戦の終わりまでに、KWGとその研究所はベルリンの中心的な場所を失い、他の場所で活動していた。KWGはゲッティンゲンに空力学試験場を設立していた。KWGの会長のアルベルト・フォーグラーは1945年4月14日に自殺した。そこで、アーネスト・テルショウ(Ernst Telschow)は、マックス・プランクがイギリス占領区域にあったマクデブルクからゲッティンゲンに来ることができるまで職務を引き継いだ。プランクは5月16日から会長が選ばれるまで職務を引き継いだ。オットー・ハーンが会長に選任されたが、克服しなければならない多くの困難があった。原子核研究に関わっていたハーンは、アルソス作戦で連合国軍に捕らえられ、イプシロン作戦のもと、イギリスのファームホールに抑留されたままだった。ハーンは初めは役職に就くことに否定的だったが、口説き落されて受け入れた。ハーンは釈放されてドイツに戻った3か月後に会長職を引き継いだ。しかしながら、米国ドイツ軍政庁(OMGUS)は1946年7月11日にKWGを解散する決議を可決した。
一方、イギリス占領軍のメンバー、特にOMGUSの研究部門は、協会をより好意的に見ており、アメリカ人がそのような行動を取ることを思いとどまらせようとした。物理学者のハワード・ロバートソンは、イギリス占領区域の科学部門の責任者だったが、彼は1920年代に国立研究評議会フェローシップの地位を得て、ゲオルク・アウグスト大学ゲッティンゲンおよびルートヴィヒ・マクシミリアン大学ミュンヘンで学んでいた。また、バーティ・ブラント大佐は英国研究部門の職員であり、彼はゲッティンゲンでヴァルター・ボルシェの下で博士号を取得していた。とりわけ、バーティはハーンに王立協会の会長だったサー・ヘンリー・ハレット・デールに手紙を書くように提案した。イギリスにいる間、バーティはまたデールと話し合い、デールが案を思いついた。デールは非難されるべきイメージを思い起こさせるのは名前だけだと思い、協会をマックス・プランク協会と改名することを提案した。1946年9月11日、マックス・プランク協会はイギリス占領区域でのみ設立された。第二次設立が1948年2月26日にアメリカとイギリスの両占領区域でなされた。物理学者のマックス・フォン・ラウエとヴァルター・ゲルラッハもフランス占領区域を含む連合国占領区域全体にわたって協会を設立することに貢献した。

## 会長
- アドルフ・フォン・ハルナック （1911年–1930年）
- マックス・プランク （1930年–1937年、1945年5月16日-1946年3月31日）
- カール・ボッシュ （1937年–1940年）
- アルベルト・フォーグラー（英語版） （1941–1945年）
- オットー・ハーン （イギリス占領区域において、1946年4月1日–1946年9月10日）

## ノーベル賞受賞者
- オットー・ハーン　 化学賞 1944年
- アドルフ・ブーテナント　 化学賞 1939年
- リヒャルト・クーン　 化学賞 1938年
- ピーター・デバイ　 化学賞 1936年
- ハンス・シュペーマン　 生理学・医学賞 1935年
- ヴェルナー・ハイゼンベルク　 物理学賞 1932年
- オットー・ワールブルク　 生理学・医学賞 1931年
- カール・ボッシュ　 化学賞 1931年
- ジェームズ・フランク　 物理学賞 1925年
- オットー・マイヤーホフ　 生理学・医学賞 1922年
- アルベルト・アインシュタイン　 物理学賞 1921年
- マックス・プランク　 物理学賞 1918年
- フリッツ・ハーバー　 化学賞 1918年
- リヒャルト・ヴィルシュテッター　 化学賞 1915年
- マックス・フォン・ラウエ　 物理学賞 1914年